# (3650) Kunming
(3650) Kunming ist ein Asteroid des Hauptgürtels, der am 30. Oktober 1978 am Purple-Mountain-Observatorium in Nanjing entdeckt wurde.
Der Asteroid wurde am 28. September 1999 nach der chinesischen Stadt Kunming benannt.